# Ilin Dimitrow
Ilin Pawlinow Dimitrow (bułg. Илин Павлинов Димитров; ur. 11 września 1983 w Dobriczu) – bułgarski przedsiębiorca, nauczyciel akademicki i polityk, poseł do Zgromadzenia Narodowego, w latach 2022–2023 minister turystyki.

## Życiorys
Ukończył studia z zakresu turystyki, zarządzania i marketingu. Uzyskał magisterium z zarządzania, doktoryzował się z turystyki na Uniwersytecie Ekonomicznym w Warnie. Zawodowo związany z sektorem turystycznym, zajął się prowadzeniem działalności gospodarczej w tej branży. Był też wykładowcą w wyższej szkole turystyki w Warnie oraz dyrektorem centrum karier, marketingu i przedsiębiorczości na Uniwersytecie Ekonomicznym w Warnie. W latach 2020–2021 pełnił funkcję prezesa izby turystycznej w Warnie.
W 2021 związał się z ugrupowaniem Kontynuujemy Zmianę, które założyli Kirił Petkow i Asen Wasilew. Kandydował z jego ramienia do Zgromadzenia Narodowego 47. kadencji, mandat objął w grudniu 2021 w miejsce Danieła Łorera. W sierpniu 2022 został ministrem turystyki w powołanym wówczas przejściowym rządzie Gyłyba Donewa. Utrzymał tę funkcję również w utworzonym w lutym 2023 drugim technicznym gabinecie tego samego premiera. Zakończył urzędowanie w czerwcu 2023.